# 南酸枣
南酸枣是漆树科南酸枣属的植物。

## 形态
落叶乔木，高8—20米，树皮灰褐色，纵裂呈片状剥落。单数羽状复叶互生，长椭圆形小叶，长4—10厘米，宽2—4，5厘米，顶端长渐尖，基部不等而偏斜，背面脉腋内有束毛；聚伞状圆锥花序；卵形至椭圆形核果，成熟时为淡黄色，果核先端有5个萌发孔。

## 分布
分布在日本、印度、中南半岛以及中国大陆的湖南、安徽、广西、浙江、云南、湖北、广东、贵州、江西、西藏、福建等地，生长于海拔300米至2000米的地区，见于山坡、丘陵及沟谷林中。

## 变种
- 毛脉南酸枣（Choerospondias axillaris var. pubinervis），产四川、贵州、湖南、湖北、甘肃，生于海拔400-1000米的疏林中。

## 外部連結
- 南酸棗, Nansuanzao（页面存档备份，存于） 藥用植物圖像數據庫 (香港浸會大學中醫藥學院) （繁體中文）（英文）